# Cinema do Irão
O cinema iraniano ou cinema persa é a indústria cinematográfica do Irã. O cinema surgiu no Irã em 1900, em uma exibição do xá Mozafaradim e sua família do cinema. A produção do Irã está desenvolvendo desde o final do século XX. O surgimento de cinema 
New Wave se desenvolvendo desde os anos 1960 e 1970 marca uma viragem na história da indústria cinematográfica no Irã, assim como a revolução iraniana de 1979. Novas restrições sobre os realizadores após o advento da islâmicos no cinema iraniano irão influenciar toda a década de 1980. A partir da década de 1990, o cinema iraniano está passando por um crescente reconhecimento na crítica cinematográfica internacional: filmes iranianos, muitas vezes ganham prêmios em festivais internacionais e festivais dedicados ao cinema iraniano são realizadas regularmente em todo o mundo. Os seus principais nomes são os cineastas Abbas Kiarostami (Gosto de Cereja, Dez), Jafar Panahi (O Balão Mágico) e Mohsen Makhmalbaf (O Ciclista).

## História
Em 1900, o cinema foi apresentado pela primeira vez para o xá e sua esposa, cinco anos depois de ser inventado. Na década de 1930 estreia o primeiro filme falado iraniano, Dokhtar Lor.
Assim como o cinema japonês, o cinema iraniano acumulava obras-primas como A Vaca de 1969 e o tocante Khaneh Siah Ast da poetisa Farroukh Farrozoad, durante anos sofreu de falta de reconhecimento e esquecimento. Na década de 1980, o cinema iraniano passou a se erguer com o cinema de arte de Abbas Kiarostami com filmes culto como Gosto de Cereja de 1997, ganhador da Palma de Ouro em Cannes, e continuou com o neorrealista Mohsen Makhmalbaf de O Ciclista, Salve o Cinema, filme feito em homenagem aos 100 anos do cinema em 1995, baseado num anúncio de jornal que foi postado por Makhmalbaf para quem quisesse trabalhar no seu novo filme e entrar para o cinema, Makhmalbaf vê que há muitas pessoas tendo algumas morrido tendo inclusive ido lá a polícia, sendo que até as estruturas do lugar abalaram, Makhmalbaf aproveita a situação e filma um filme sobre pessoas que querem ser artistas de cinema, escolhendo 100 entre eles para ir lá, Makhmalbaf, interroga insistentemente as pessoas sobre os limites que estão dispostas a ir a serem artistas, e Um Instante de Inocência, filme autobiográfico de Makhmalbaf. Samira Makhmbalbaf segue a escola do pai com o filme A Macã. Jafar Panahi de O Balão Branco, é da mesma escola de Makhmalbaf. Bahman Ghobadi contém uma poesia mágica herdada de Federico Fellini e Akira Kurosawa. Majid Majidi se entrega a um cinema melancólico herdado do Neorrealismo italiano, mas mantém o estilo com filmes excelentes. Asghar Farhadi continua com o cinema psicológico com o drama A Separacão (premiado em 2011 com o Urso de Ouro) uma das melhores obras-primas do cinema mundial atual.

## Cinema persa
"Cinema persa" também conhecido como "cinema faris" (em persa: فیلم‌فارسی) foi o género de filmes produzidos normalmente pelo  cinema iraniano antes da Revolução Iraniana de 1979. Os principais temas destes filmes eram foram thrillers, melodramas, musicais e heróis. Muitas pessoas referem-se a este tipo de cinema como a versão iraniana de Hollywood. Estes tipos de filmes foram proibidos após a revolução iraniana devido a leis estritas entre as relações entre homens e mulheres, desde então. Muitas das atrizes foram proibidas de participar em mais filmes.
A supressão deste tipo de filmes fez impulsionar a New Wave do cinema iraniano que já havia nascido na década de 1960 e que continuaria depois da revolução até à atualidade.

## Galeria

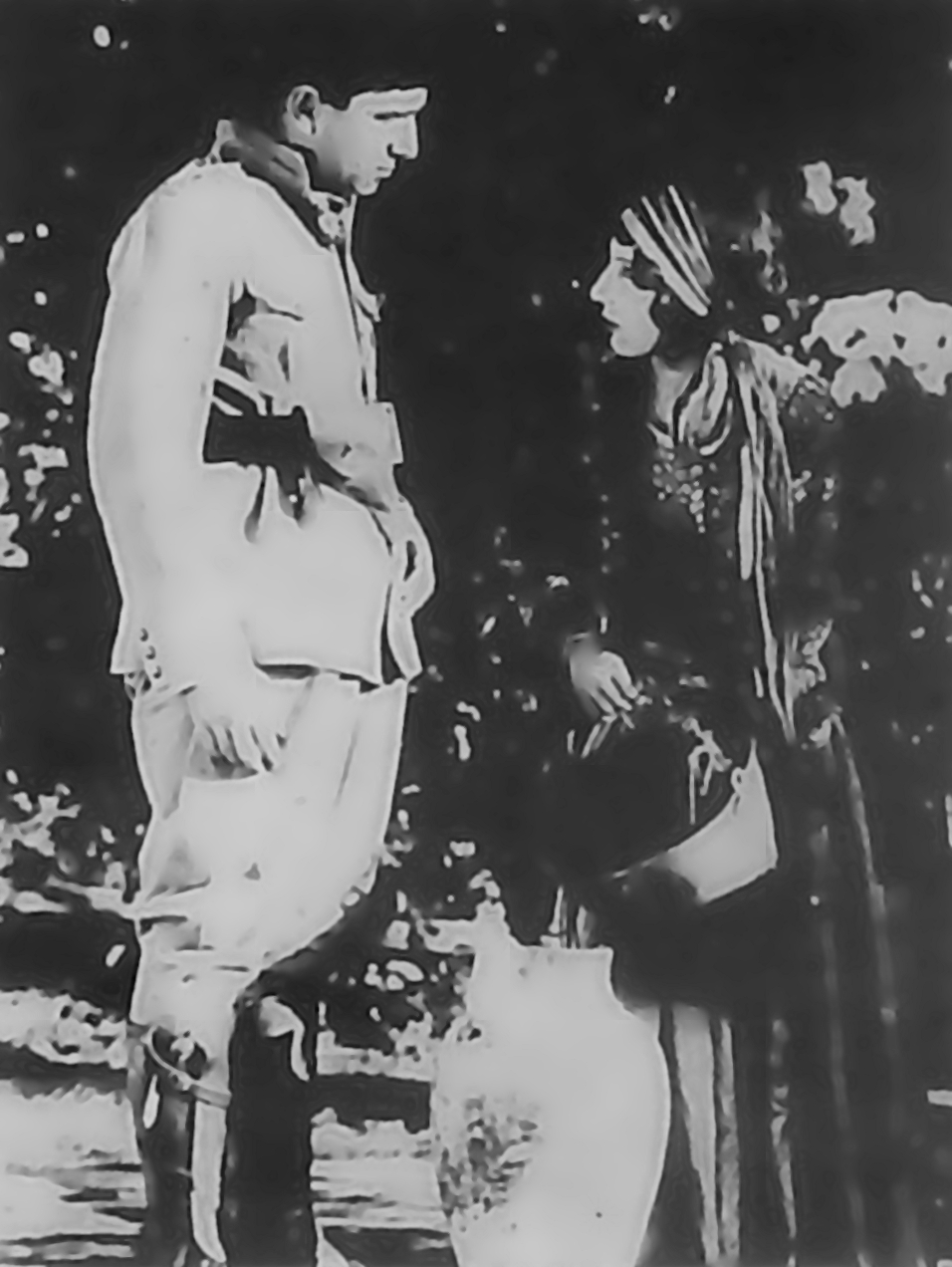
Dokhtar Lor, o primeiro filme falado iraniano
Lady Shabaji (1958)
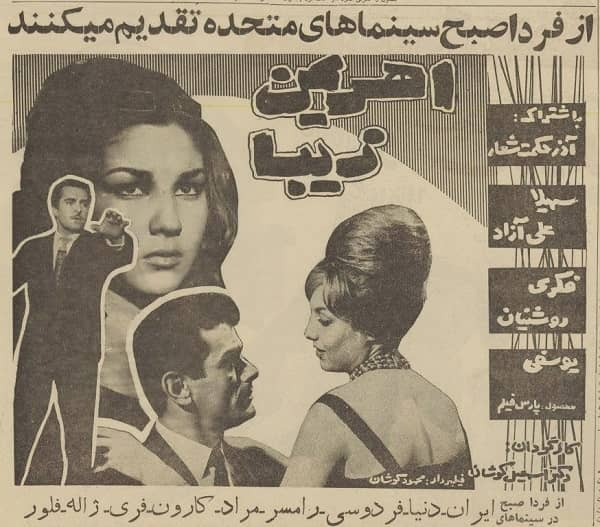
Pretty Foe (1962)
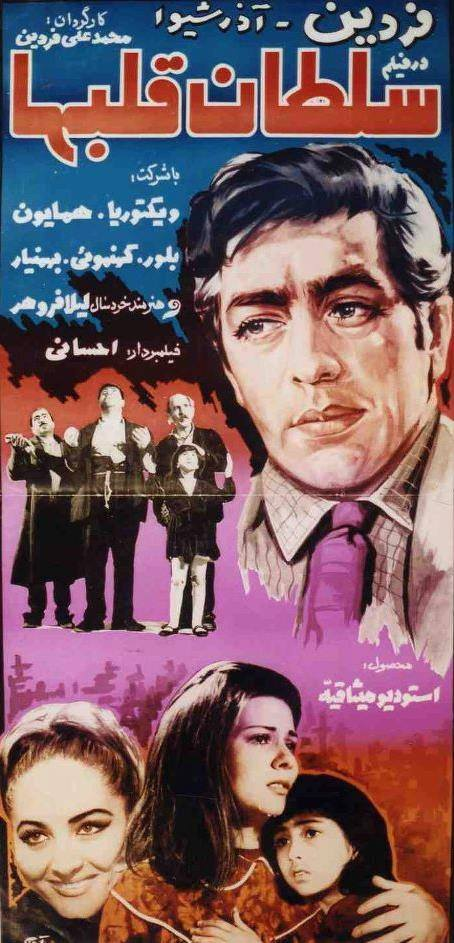
King of Hearts (1968)
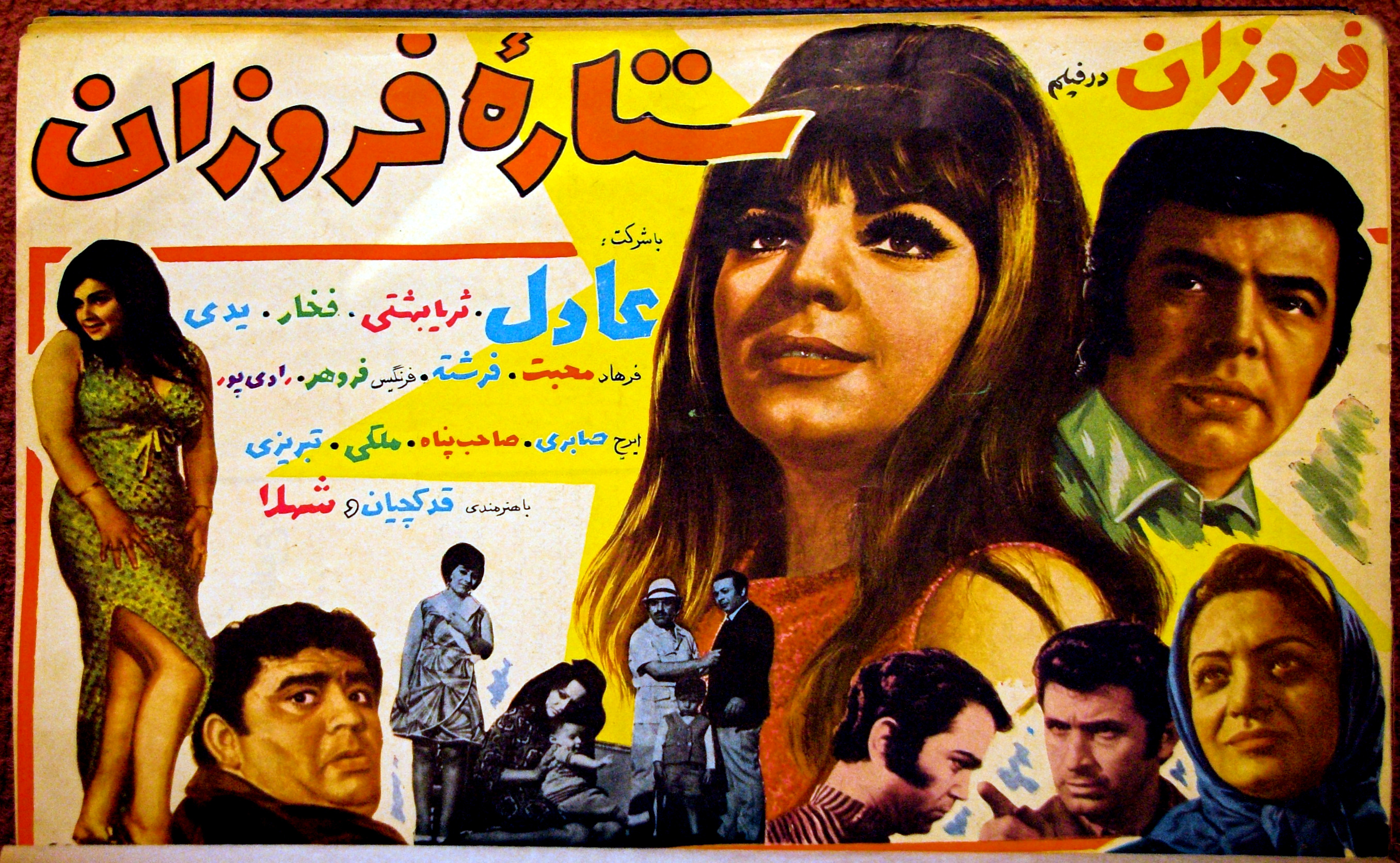
Shining Star (1969)
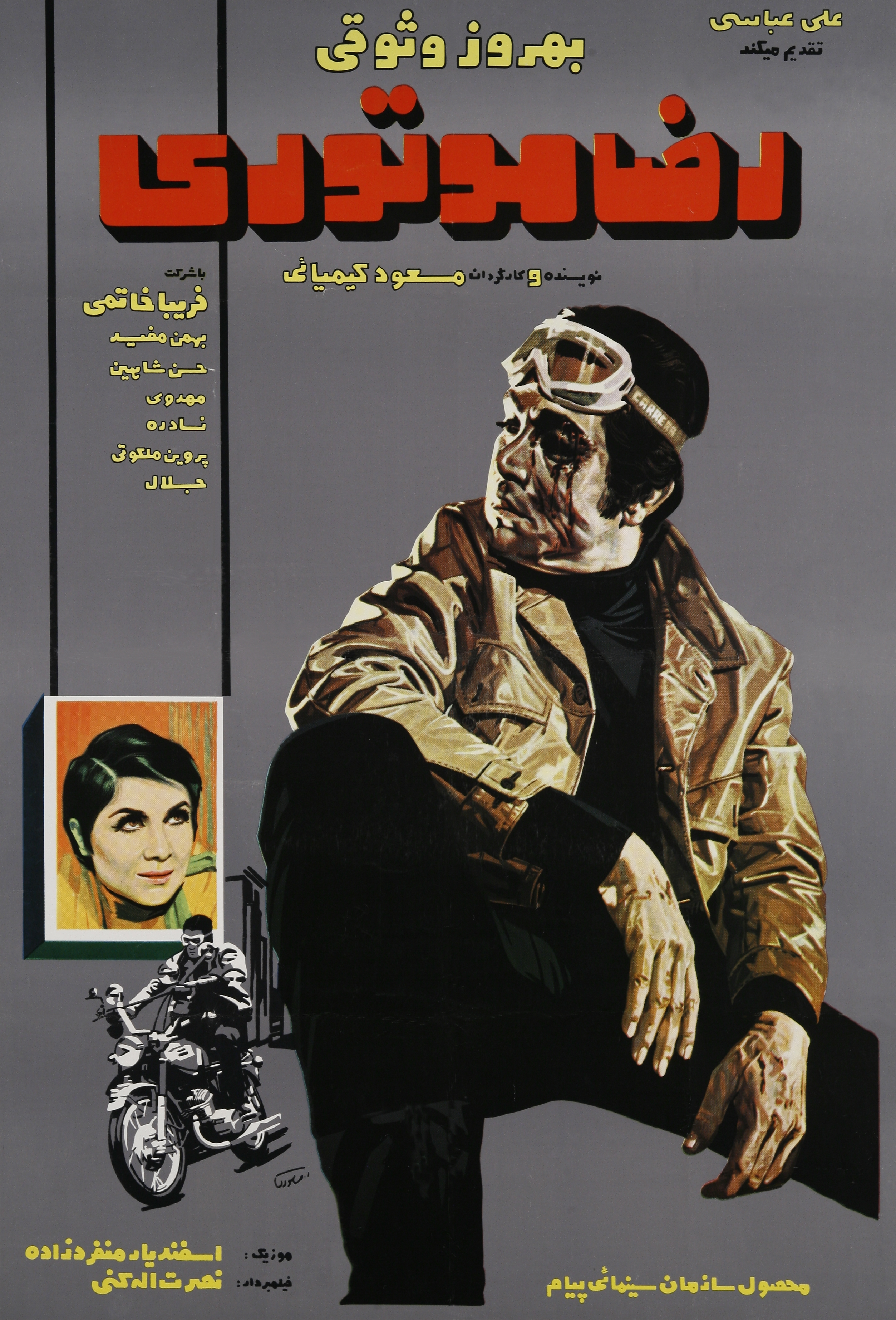
Reza Motorcyclist (1970)
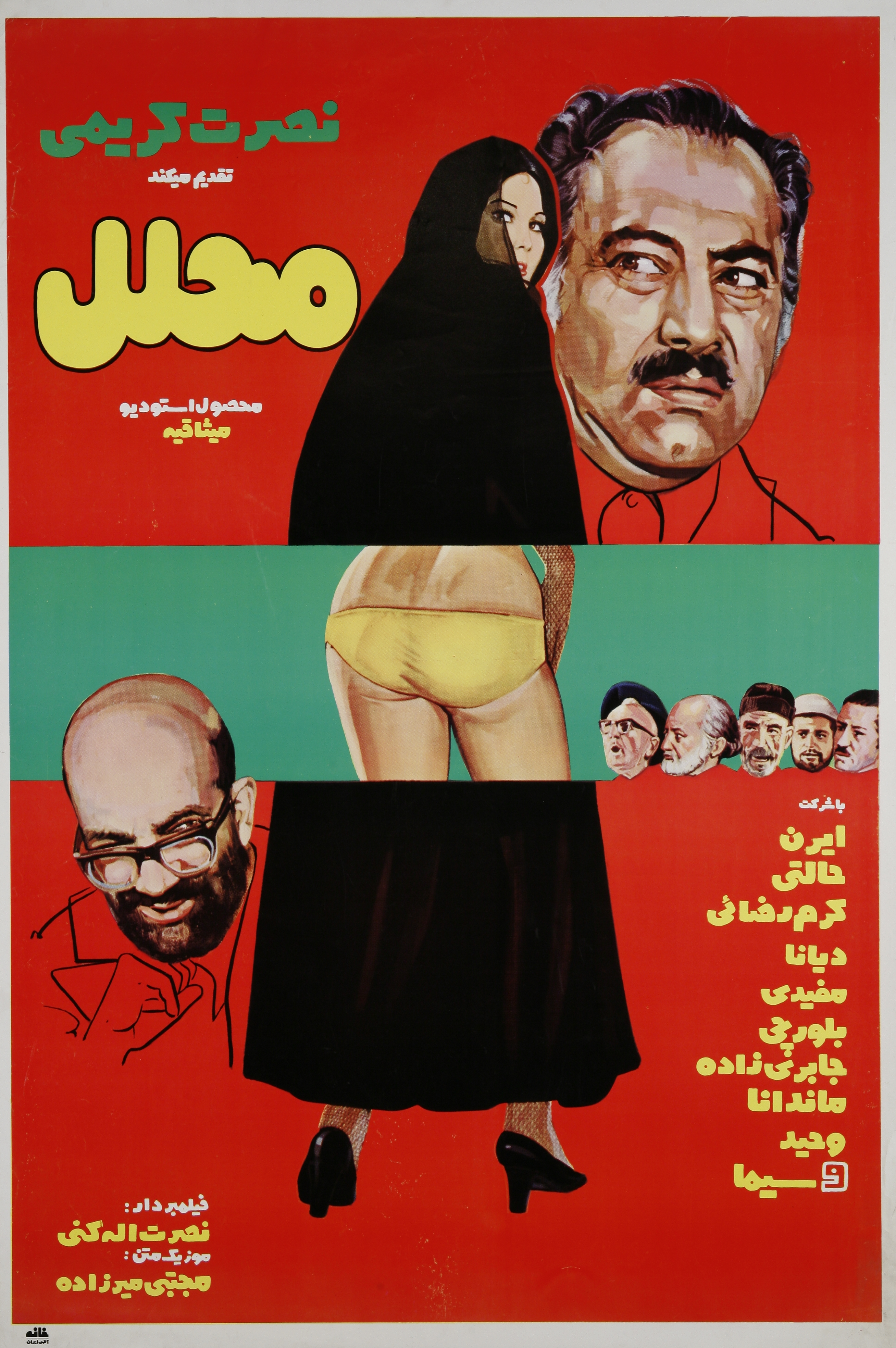
Nikah Halala (1971)
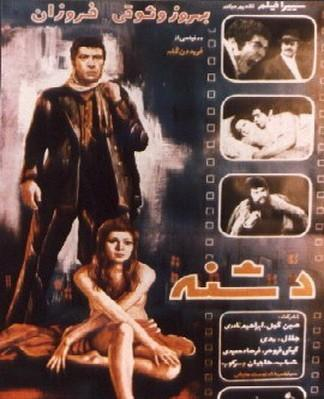
The Dagger (1972)
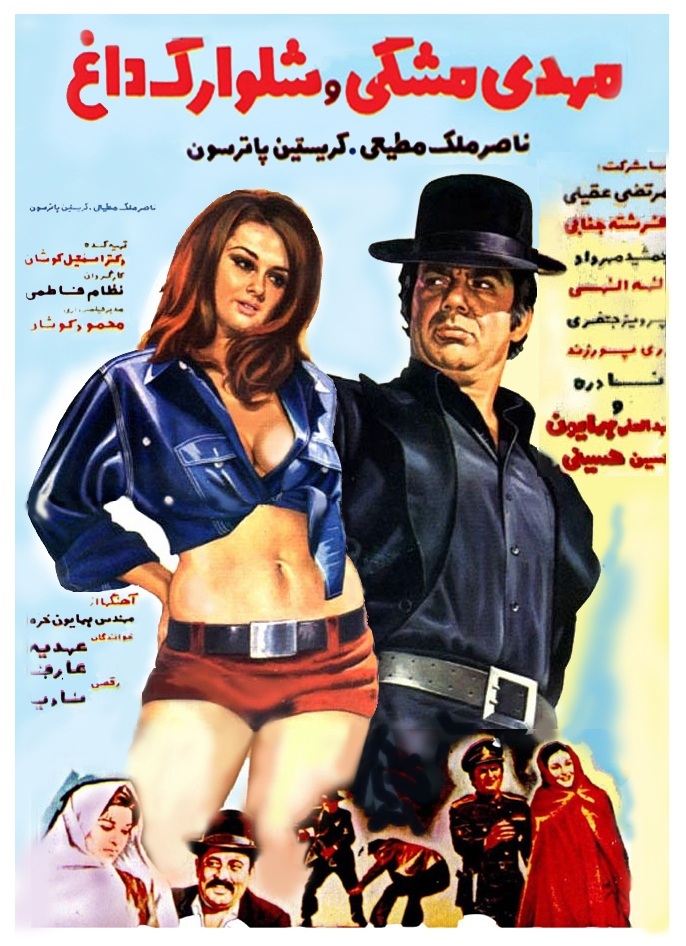
Mehdi in Black and Hot Mini Pants (1972)
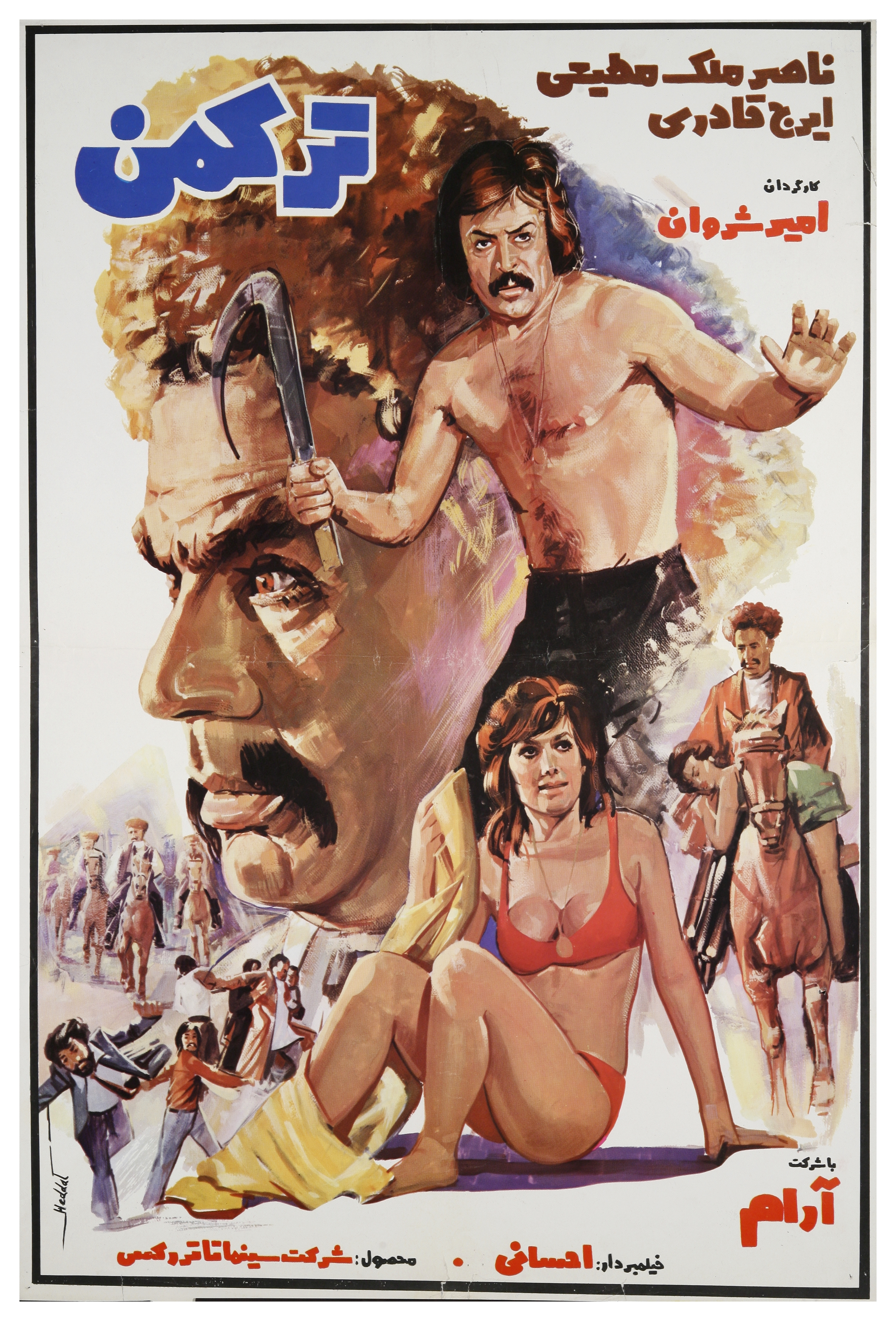
Torkaman (1974)
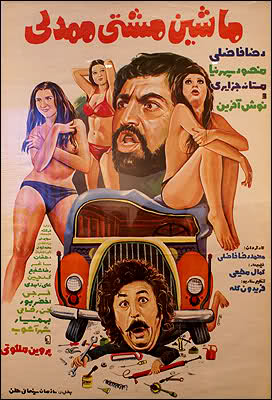
Mashti Mamdali's Car (1974)
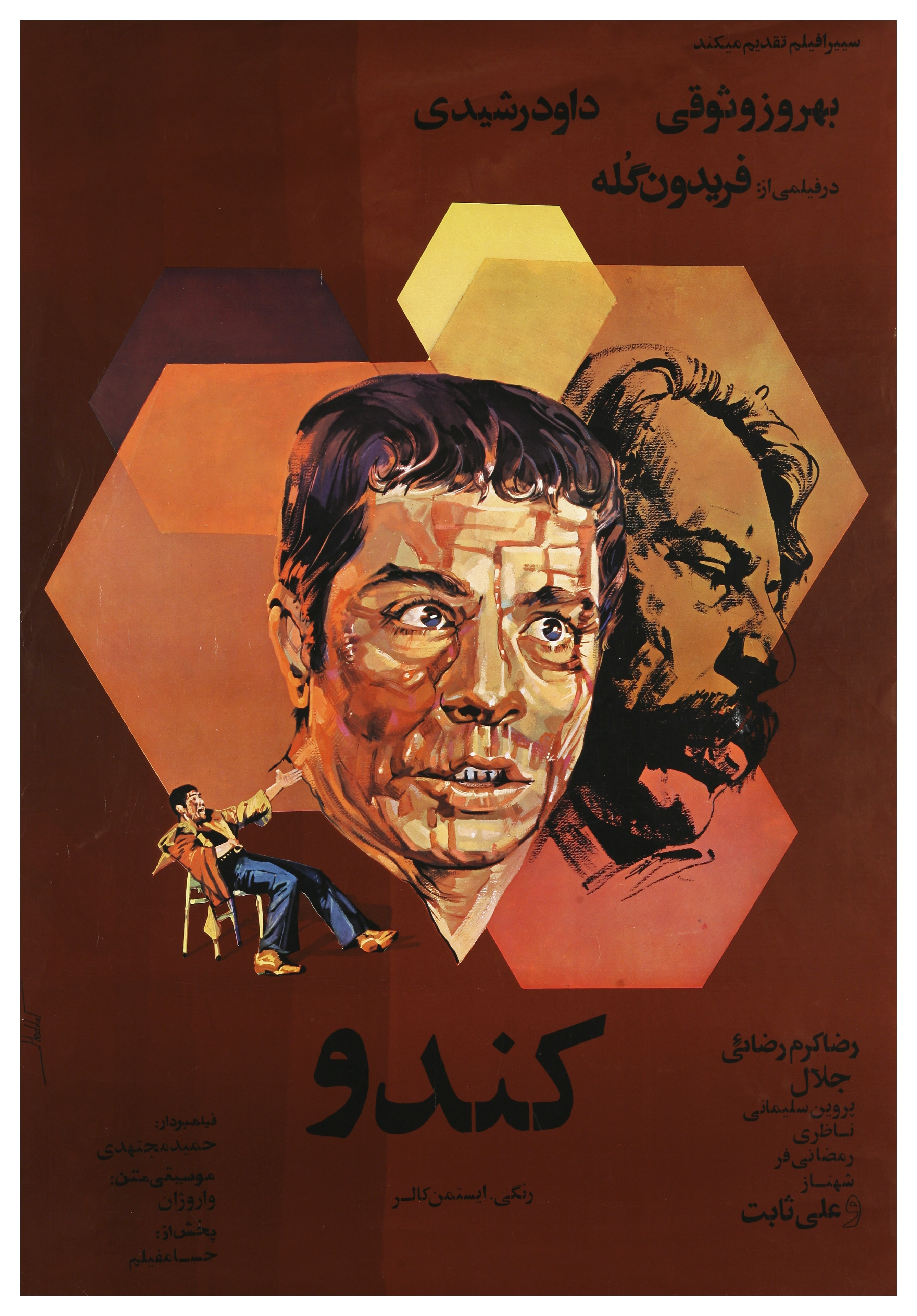
The Beehive (1975)
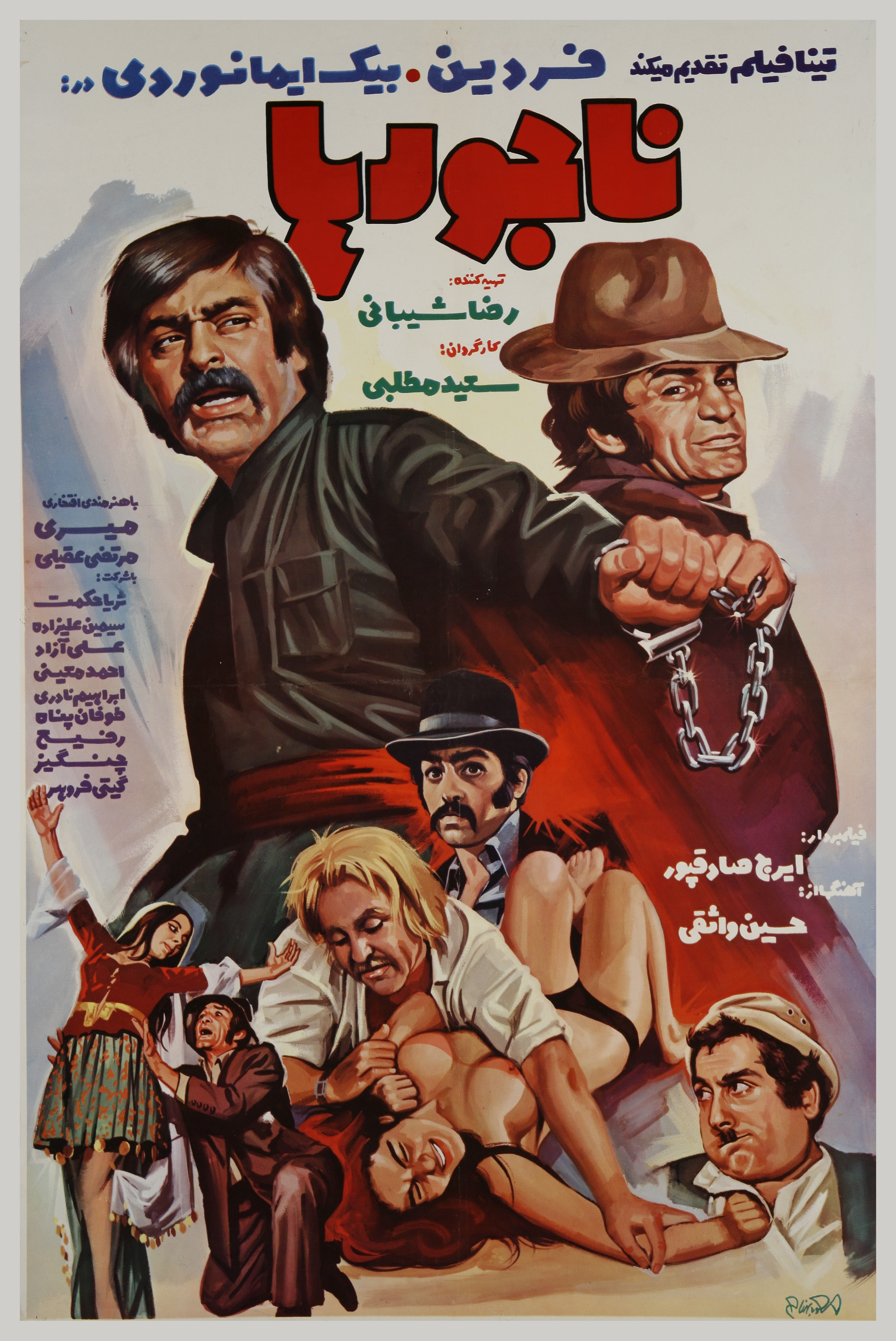
The Crookes (1974)

## Principais realizadores
- Mohsen Makhmalbaf
- Samira Makhmalbaf
- Abbas Kiarostami
- Kamran Shirdel
- Asghar Farhadi
- Majidi Majidi
- Jafar Panahi
- Mani Haghighi

## Principais atores
- Behzad Dorani
- Moharram Zaynalzadeh
- Jamshid Mashayekhi
- Fatemeh Motamed Aria
- Hedye Tehrani
- Dariush Asadzadeh
- Ehsan Amani
- Mohammad Amir Naji
- Amir Farrokh Hashemian
- Bahare Seddiqi
- Nafise Jafar-Mohammadi
- Fereshte Sarabandt
- Agheleh Rezaie
- Abdolgani Yousefrazi
- Razi Mohebi
- Marzieh Amiri
- Mirhadi Tayebi